# 99
99 (XCIX) var ett normalår som började en tisdag i den julianska kalendern.

## Händelser

### Okänt datum
- Speglar gjorda av glas övertäckta med ett tennlager ersätter de som har gjorts helt och hållet av metall.
- Kushankungen Kanishka, under vars regering kungadömet har nått sin höjdpunkt, skickar en delegation till Rom för att försöka samordna ett överraskningsanfall mot Parterriket.
- Sedan Clemens I har avlidit väljs Evaristus till påve (detta år eller 97, 98, 100 eller 101).

## Avlidna
- Clemens I, påve sedan 88, 91 eller 92 (död detta år, 97 eller 101)
- Musonius Rufus, romersk filosof